# 황간초등학교
황간초등학교는 대한민국 충청북도 영동군 황간면 남성리에 있는 공립 초등학교이다.

## 학교 연혁
- 1906년 4월 1일 사립 명신학교 개교
- 1911년 4월 1일 황간공립보통학교 개칭
- 1924년 10월 3일 6년제 인가
- 1938년 4월 1일 황간제2공립심상소학교 개칭
- 1941년 4월 1일 황간남성공립국민학교 개칭
- 1981년 3월 1일 병설유치원 설립(1학급)
- 1996년 3월 1일 황간초등학교로 개칭
- 2000년 9월 30일 다목적교실 신축
- 2006년 4월 1일 개교 100주년 기념식
- 2018년 3월 1일 제36대 김영미 교장 부임
- 2020년 2월 7일 제110회 졸업(총 10686명)
- 2020년 3월 1일 10학급 편성(특수학급 1학급 포함), 유치원 1학급 편성

## 참고 자료
- 황간초등학교 - 한국교육학술정보원 학교알리미